# Фаворитизм

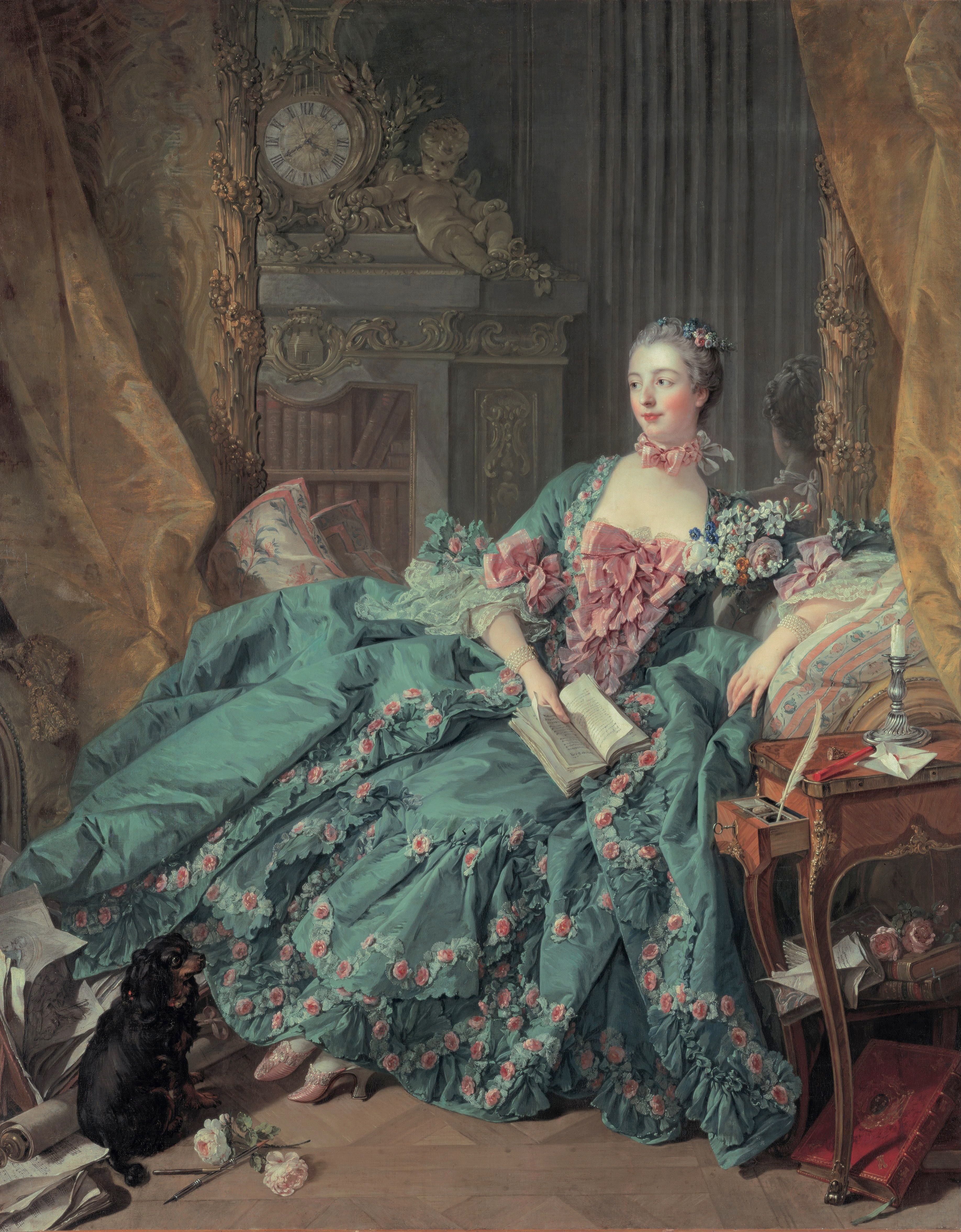
Маркіза де Помпадур. Робота Ф. Буше

Фаворити́зм — у феодальних державах покровительство з боку монарха, або інших високопоставлених осіб своїм улюбленцям (фаворитам) наданням їм високих посад, титулів, привілеїв.

## Історія
У Європі фаворитизм набув поширення за епохи абсолютизму.
Для фаворитизму характерно делегування деяких (або навіть більшості) повноважень монарха фавориту, або його ставленикам. Фаворитизм набув найбільшого поширення за абсолютної монархії.
Причина фаворитизму криється в намірі монарха зосередити верховну владу в руках дуже невеликої групи людей, які часто не володіють видатними якостями, проте особисто відданих.
Фаворитизм при цьому зовсім не обов'язково був пов'язаний з інтимними стосунками монарха (або його чоловіка/дружини) з фаворитом, як це нерідко постає в сучасних стереотипах. Так, герцоґ Бекінґем, можливо, був фаворитом Якова I, але залишався другою людиною в країні і за його сина Карла I. Сексуальної складової не було і в іспанській посаді «валіде» (герцоґ Лерма, граф-герцоґ де Оліварес), яким королі доручали державні справи через особисту нездатність і схильність до благочестя, і в статусі фаворитів Петра I (Франц Лефорт) або Карла XII (Георг Герц).
Культурні передумови найвищого розвитку фаворитизму сформувалися завдяки поширенню ідеалів і моральних норм епохи Просвітництва.
В XVII–XVIII ст. фаворитизм став цілком повсякденним явищем у житті суспільства. У Франції існувало навіть поняття «офіційна фаворитка», яка від всіх інших відрізнялася тим, що мала практично необмежений вплив на короля. Такою фавориткою була, наприклад, Маркіза де Помпадур.
На Російській імперії свого апогею фаворитизм досяг за правління Катерини II.
Тема фаворитизму часто обігрується в історичних і псевдоісторичній літературі. Приклади — «Віконт де Бражелон, або Десять років по тому» Александр Дюма, серія Анни та Сержа Голон «Анжеліка». У п'єсі Фрідріха Шиллера «Підступність і кохання» з усім драматизмом показані терзання фаворитки — леді Мільфорд.

## Дослідження явища
У 1974 році Жан Беренже опублікував в «Annales» фундаментальне дослідження з цього питання «Pour une enquête européenne, l'histoire du ministeriat au XVIIe siècle». На думку Беренже, одночасний успіх міністрів-фаворитів у кількох монархіях 17-го століття не був випадковим, а відображав певні зміни, що відбувалися в той час. Робота J.H. Elliott та Laurence Brockliss (результатом якої стала збірка есе «Світ фаворитів»), присвячена дослідженню питання, висунутого Bérénger, стала найбільш важливим порівняльним дослідженням цієї теми.